# He Touched Me
He Touched Me (deutsch Er berührte mich) ist ein 1963 von Bill Gaither und seiner Frau Gloria geschriebener Gospel, der sich auf die in den Evangelien beschriebene Heilkraft durch die Berührung von Jesus bezieht.

## Geschichte
Auf die Idee zum Verfassen seines wohl berühmtesten Liedes wurde Gaither durch den mit ihm befreundeten Prediger Dale Oldham gebracht, als dieser ihm darlegte, dass das Wort „berühren“ (englisch „touch“) ein zentraler Bestandteil der Überlieferungen des Neuen Testaments ist und ihn dazu anregte, dieses Thema in einem Lied zu verarbeiten. Doug Oldham, der Sohn des Predigers, war der erste, der das Lied aufnahm und auf seinem 1964 veröffentlichten Album Songs That Touch The Heart herausbrachte. Gaithers Trio brachte das Lied ebenfalls 1964 auf dem gleichnamigen Album He Touched Me auf den Markt. 1965 brachten auch die Imperials das Lied erstmals auf ihrem Album The Happy Sounds of Jake Hess and the Imperials heraus. Später nahmen sie das Lied noch einmal auf und veröffentlichten es 1969 auf ihrem Album Love Is The Thing. Als Elvis Presley diese Version hörte, war er davon so angetan, dass er das Lied ebenfalls aufnahm und zum Titel seines gleichnamigen Gospelalbums machte, das 1972 erschien und 1973 mit einem Grammy ausgezeichnet wurde.
Im Laufe der Jahre wurde das Lied, das zu den erfolgreichsten Gospels zählt, von zahlreichen Gospelgruppen gecovert und unter anderem auch von Tennessee Ernie Ford auf seinem gleichnamigen Album von 1977 veröffentlicht.

## Inhalt
Der Text nimmt Bezug auf die Heilungswunder Jesu und zeigt auf, wie das Leben eines Menschen durch die Berührung der Hand Jesu eine radikale Veränderung erfährt. So heißt es gleich in der ersten Strophe:
Shackled by a heavy burden

‘Neath a load of guilt and shame.

Then the hand of Jesus touched me 

And now I am no longer the same.

Übersetzung:

Geplagt mit einer schweren Last

Unter einer Last von Schuld und Scham.

Dann berührte mich die Hand von Jesus 

Und jetzt bin ich nicht mehr derselbe.